# Merremia hirta
Merremia hirta es una especie de planta trepadora perteneciente a la familia Convolvulaceae. 

## Descripción
Son hierbas, erectas o postradas. Los tallos de enraizamiento en los nudos o entrenudos, hirsutas a glabras. Pecíolo de 1-5 (-20) mm; la lámina de la hoja, oblongo-lanceolada, ovada-oblonga, u ovada, de 1,9-6 X 0,5-2,5 cm, margen entero, ápice obtuso, agudo o ligeramente emarginada y mucronulado. Las inflorescencias 1-4 (-8) filiformes glabras o pubescentes escasamente basales; brácteas persistentes, ovadas, 1-2 mm, glabra. El fruto es una cápsula ampliamente ovoide a globosa, de 6-7 mm, como de papel fino, glabra. Semillas de color negro parduzco, trigonous-elipsoides, de 3 mm.

## Distribución y hábitat
Se encuentra en praderas abiertas, campos de cultivo, bordes de caminos, matorrales, márgenes de los bosques; a una altitud de 0-1000 metros, en Guangdong, Guangxi, Taiwán, Yunnan, India, Indonesia, Laos, Malasia, Myanmar, Filipinas, Tailandia, Vietnam y Australia.

## Propiedades
Se utiliza con fines medicinales para tratar la artritis.

## Taxonomía
Merremia hirta fue descrita por (L.) Merr. y publicado en Philippine Journal of Science 7(4): 244–245. 1912
Etimología
Merremia: nombre genérico que fue otorgado en honor del naturalista alemán Blasius Merrem (1761 - 1824).
hirta: epíteto latíno que significa "con pelos".
Sinonimia
- Convolvulus caespitosus Roxb.
- Convolvulus hirtus L.
- Convolvulus reptans L.
- Ipomoea linifolia Blume
- Ipomoea philippinensis Choisy
- Lepistemon decurrens Hand.-Mazz.
- Merremia caespitosa (Roxb.) Hallier f.
- Merremia decurrens (Hand.-Mazz.) H.X. Qiu
- Skinneria caespitosa (Roxb.) Choisy[5][6]